# Sous le plus petit chapiteau du monde
Pour plus de détails, voir Fiche technique et Distribution.
Sous le plus petit chapiteau du monde (titre original : The Smallest Show on Earth) est un film britannique réalisé par Basil Dearden sorti en 1957. Il s'agit d'une parodie du film culte Sous le plus grand chapiteau du monde.

## Synopsis
Matt Spenser, petit écrivain sans le sou, hérite d'un cinéma dénommé le "Bijou". Dans l'idée de vendre ce cinéma, il se voit déjà à la tête d'une fortune. Matt et sa femme découvrent que le cinéma est à l'abandon et en état de délabrement. A. Hardcastle, concurrent et propriétaire du rutilant "Grand Cinéma", ne leur offre que 500 livres pour racheter le "Bijou" et en faire un parking. Matt et sa femme, sur conseil du notaire, décident d'un stratagème pour faire monter le prix de rachat. Le stratagème échoue. Matt et sa femme n'ont plus qu'une solution : rouvrir le "Bijou" en reprenant les trois vieux employés. La concurrence sera féroce.

## Fiche technique
- Titre : Sous le plus petit chapiteau du monde
- Titre alternatif : Mon bijou
- Titre original : The Smallest Show on Earth
- Réalisation : Basil Dearden
- Scénario : William Rose et John Eldridge
- Photographie : Douglas Slocombe
- Montage : Oswald Hafenrichter
- Musique : William Alwyn
- Direction d'orchestre : Muir Mathieson
- Décors : Allan Harris, John Earl et Roy Walker
- Costumes : Anthony Mendleson
- Son : John Cox, Buster Ambler et Bob Jones
- Effets spéciaux : Wally Veevers et Robert Cuff
- Directeur de production : John Pellatt
- Producteurs exécutifs : Sidney Gilliat et Frank Launder
- Pays d'origine :  Royaume-Uni
- Genre cinématographique : Comédie
- Durée : 80 minutes (1 h 20)
- Dates de sortie :
  -  Royaume-Uni : 9 avril 1957
  -  France : 17 septembre 1958

## Distribution
- Virginia McKenna : Jean Spenser
- Bill Travers :  Matt Spenser
- Dame Margaret Rutherford : Mrs. Fazackalee
- Peter Sellers : Percy Quill
- Bernard Miles : le vieux Tom
- Francis de Wolff : Albert Hardcastle
- Leslie Phillips : Robin Carter
- June Cunningham : Marlene Hogg
- Sid James :  Mr. Hogg
- George Cross : le portier en uniforme
- George Cormack : Bell
- Stringer Davis : Emmett
- Michael Corcoran : le chauffeur de taxi